# Kazuya Kudō
工藤 かずや
Œuvres principales
Première œuvre : 
Autres ouvrages :
- Golgo 13
- Mai
- Pineapple Army

Kazuya Kudō (工藤 かずや, Kudō Kazuya) est un scénariste de manga originaire d'Ueda dans la préfecture de Nagano.
Il a notamment travaillé avec :
- Ryōichi Ikegami sur Mai (舞?) et Nobunaga (信長?) de 1985 à 1990,
- Naoki Urasawa sur Pineapple Army de 1985 à 1988,
- Takao Saitō sur Shikaku urami aoi (刺客 怨み葵?) et Golgo 13,
- Yasuichi Ōshima (en) sur les 24 généraux de Shingen Takeda,
- Taku Kitazaki (en) sur Tearfull Soldier (望郷戦士, Bōkyō senshi?),
- et Kiyokazu Chiba (en) sur Magnitude (マグニチュード, Magunichūdo?).